# モーリス・デュプレシ
モーリス・ル・ノブレ・デュプレシ（Maurice Le Noblet Duplessis フランス語発音: [dyplɛsi], 1890年4月20日 - 1959年9月7日）は、カナダ・ケベック州の政治家。1936年から1939年、1944年から1959年まで州首相を務め、通算20年間を超保守体制でケベック州を統治した独裁者だった。

## 略歴
ケベック州トロワリヴィエール出身のケベック人。弁護士を経て政党「ユニオン・ナシオナール」（国民同盟）の党首となり、自由党のタシュロー政権の政治腐敗を批判し、1936年、州首相となって政権を掌握した。ケベックの文化、伝統的価値を標榜しながら反共、言論、労働組合の抑圧、英米資本への優遇、安価な労働力の提供、金権政治を行ったが、多くの農村優遇策のために州民の多くの農民からは支持され、カトリック教会も味方だった。
在任中に急死し、後に彼の時代は「大いなる暗黒時代」とも称された。